# 2008年夏季残疾人奥林匹克运动会利比亚代表团
2008年夏季残疾人奥林匹克运动会利比亚代表团是利比亚派出的2008年夏季残疾人奥林匹克运动会代表团。未获得奖牌。